# Пирогово (Зав'яловський район)
Пирого́во (рос. Пирогово, удм. Пероггурт) — присілок в Зав'яловському районі Удмуртії, Росія.
Знаходиться на обох берегах річки Пироговка, правої притоки Іжа, на безпосередній південній околиці Іжевська. З місто присілок відділяється лише вулицею. На річці в межах присілка збудовано ставок, який використовується для розведення риби. Через присілок проходить автодорога Єлабуга-Іжевськ.

## Населення
Населення — 3075 осіб (2010; 3401 в 2002).
Національний склад станом на 2002 рік:
- росіяни — 46 %
- удмурти — 34 %

## Історія
За даними 10-ї ревізії в 1859 році присілок мало 40 дворів, у яких проживало 382 особи, працювали млин та кузня. Присілок входило до складу Сарапульського повіту В'ятської губернії. З 1965 року присілок знаходиться в складі Юськинської сільради Зав'яловського району. В 1979 році утворюється нова Пироговська сільрада з центром в селі Пирогово, яка в 2005 році перетворюється в сільське поселення.

## Економіка
Більша частина жителів присілка працюють в місті Іжевську.
Із закладів соціальної сфери працюють Ювілейна середня школа, дитячий садок, культурний комплекс, створений на базі бібліотеки, клуб та ФАП.

## Урбаноніми[3]
- вулиці — Аеродромна, Березова, Вишнева, Висотна, Вільхова, Геологів, Горобинова, Дружби, Дубова, Зарічна, Західна, імені Азіна, Квіткова, Кленова, Липова, Лучна, Мостова, Нафтовиків, Нова, Нилгінська, Осикова, Південна, Північна, Польова, Сонячна, Соснова, Спортивна, Ставкова, Тополина, Торгова, Центральна, Човнинська, Ялинова
- провулки — Нилгінський, Шкільний